# 長谷工マンションミュージアム
長谷工マンションミュージアム（はせこうマンションミュージアム）は、東京都多摩市鶴牧にある長谷工コーポレーションの企業博物館である。

## 概要
2018年10月に開館した。長谷工テクニカルセンター内にあり、日本で唯一マンションに特化したミュージアムである。施設内は、「エントランスゾーン」「はじまりの物語」「集合住宅の歩み」「暮らしと住居の変遷」｢まるごとマンションづくり」「再生と長寿命化」「これからの住まい」「HASEKOライブラリー」「マンション防災」の9つのゾーンで構成されている。
集合住宅の成り立ちから変遷、未来のあり方までが一つのストーリーとして感じられる内容になっている。

## 利用案内
- 開館時間 ： 10：00 - 17：00（最終入館15：00）
- 入館料 ： 無料
- 開館日 ： 月 - 金曜日、第2・4土曜日
- 見学可能人数 ： 1回5名まで　事前予約制（自由見学）

交通アクセス
- 京王多摩センター駅・小田急多摩センター駅から徒歩10分　多摩都市モノレール多摩センター駅から徒歩8分
- 駐車場あり